# Leptotila pallida
Rola-pálida ou rolinha-pálida (Leptotila pallida) é uma espécie de ave da família Columbidae.
Pode ser encontrada nos seguintes países: Colômbia, Equador e Peru.
Os seus habitats naturais são: florestas subtropicais ou tropicais húmidas de baixa altitude e florestas secundárias altamente degradadas.